# 피아노와 관현악을 위한 론도 (베토벤)
《피아노와 관현악을 위한 론도 내림나장조, WoO 6》은 루트비히 판 베토벤에 의해 쓰인 작품이다.

## 개요
이 작품의 작곡 시기는 1793년 경으로, 원래 베토벤의 《피아노 협주곡 2번》의 마지막 악장으로 의도되었다. 한스-베르너 쿠헨은 이것이 아마도 1795년의 론도 최종 버전에 의해 대체된 《피아노 협주곡 2번》의 첫 번째와 두 번째 버전의 피날레였을 것이라고 말한다. 또한 그는 론도에 안단테 부분을 삽입할 때의 가장 가능성이 높은 영감이 모차르트의 《피아노 협주곡 22번》의 최종 론도라는 점에 주목한다. 독주 파트의 일부가 누락되어 있었던 이것은, 그의 제자 카를 체르니에 의해 완성되어 1829년에 출판되었다.

## 악기 편성
독주의 피아노, 플루트, 두 개의 오보에, 두 개의 바순, 두 개의 호른, 현악 합주단.

## 악곡 구성
작품은 론도로 표시된 단일 멀티-템포의 악장으로 구성된다. 연주 시간은 10분 정도가 소요된다.
알레그로 – 안단테 – 템포 I – 프레스토 (내림나장조)
알레그로에서 피아노가 사랑스러운 주제를 연주하며 시작한다. 피아노의 음계에 의한 장식적 음형을 연주한 후 템포는 안단테가 된다. 잠시 평온하게 추이하고, 피아노가 아르페지오 주체의 장식적 음형을 연주하면서 알레그로로 돌아간다. 종반에 아주 짧은 카덴차를 연주한 뒤 잠시 후 프레스토의 코다로 들어가 그대로 힘차게 종결한다.

## 참고 문헌
- 앤더슨, 키스 (1988). 《베토벤: 피아노 협주곡 1번/론도 내림나장조》 (CD). 낙소스 레코드. 8.550190.[깨진 링크(과거 내용 찾기)]
- 배리 쿠퍼 (2000). 《베토벤》. 미국: 옥스포드 대학 출판부. ISBN 0191592706.
- 한스-베르너 쿠헨 (2012). 《피아노와 관현악을 위한 론도 내림나장조, WoO 6 (피아노 두 대를 위한 간약 편곡)》 (PDF). 헨레. ISMN 979-0-2018-1149-9.[깨진 링크(과거 내용 찾기)]